# 雷尼 (卢瓦尔省)
雷尼（法語：Régny，法語發音：[ʁeɲi]）是法国卢瓦尔省的一个市镇，位于该省东部，属于罗阿讷区。

## 地理
雷尼（45°59'27"N, 4°12'53"E）面积13.8 平方千米，位于法国奥弗涅-罗讷-阿尔卑斯大区卢瓦尔省，该省份为法国中南部省份，北起顺时针与索恩-卢瓦尔省、罗讷省、伊泽尔省、阿尔代什省、上盧瓦爾省、多姆山省和阿列省接壤。
与雷尼接壤的市镇（或旧市镇、城区）包括：蒙塔尼、莱镇、诺镇、普拉迪讷、昂普勒皮、圣桑福里安德莱、兰河畔圣维克托。
雷尼的时区为UTC+01:00、UTC+02:00（夏令时）。

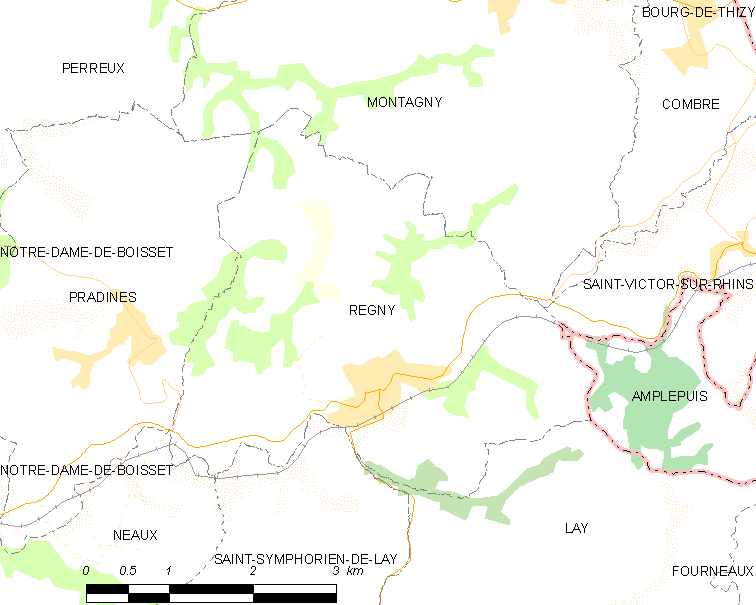
雷尼的OSM定位图

## 行政
雷尼的邮政编码为42630，INSEE市镇编码为42181。

## 政治
雷尼所属的省级选区为沙尔略县。

## 交通
卢瓦尔省省道D9线、D45线、D49线、D80线在境内交汇。
雷尼站是罗阿讷—里昂铁路线上的一个车站。

## 人口

1962-2008年间雷尼人口变化图示

雷尼于2022年1月1日时的人口数量为1447人。